# Hypoctonus gastrostictus
Hypoctonus gastrostictus är en spindeldjursart som beskrevs av Kraepelin 1897. Hypoctonus gastrostictus ingår i släktet Hypoctonus och familjen Thelyphonidae. Inga underarter finns listade i Catalogue of Life.